# Werliin
Werliin er et efternavn.

## Personer med navnet
- Christian Werliin, dansk præst
- Mogens Werliin, dansk arkitekt